# Charles-Albert Gounot

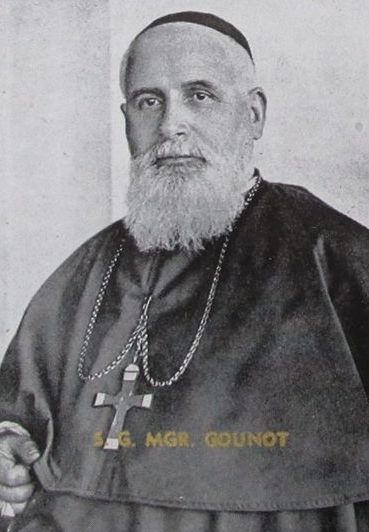
Erzbischof Charles-Albert Gounot CM (1950)

Charles-Albert Gounot CM (* 6. Januar 1884 in Villeurbanne, Frankreich; † 20. Juni 1953 in Karthago, Tunesien) war ein französischer Ordensgeistlicher und römisch-katholischer Erzbischof von Karthago.

## Leben
Charles-Albert Gounot wurde am 6. Januar 1884 in Villeurbanne im Département Rhône im heutigen Frankreich geboren.
Er trat in die Gesellschaft apostolischen Lebens der Lazaristen ein und empfing am 25. Mai 1907 das Sakrament der Priesterweihe.
Am 14. August 1937 wurde Charles-Albert Gounot zum Titularerzbischof von Marcianopolis und zum Koadjutorerzbischof von Karthago ernannt. Die Bischofsweihe spendete ihm am 28. Oktober desselben Jahres der Erzbischof von Paris, Jean Kardinal Vedier PSS; Mitkonsekratoren waren der Erzbischof von Aix (-Arles-Embrun), Clément-Emile Roques, und der Bischof von Montauban, Elie-Antoine Durand.
Nach dem Tod von Erzbischof Alexis Lemaître MAfr am 16. Mai 1939 folgte er diesem als Erzbischof von Karthago und Primas von Afrika nach. Er blieb bis zu seinem Tod am 20. Juni 1953 im Amt.